# 푸츠크만

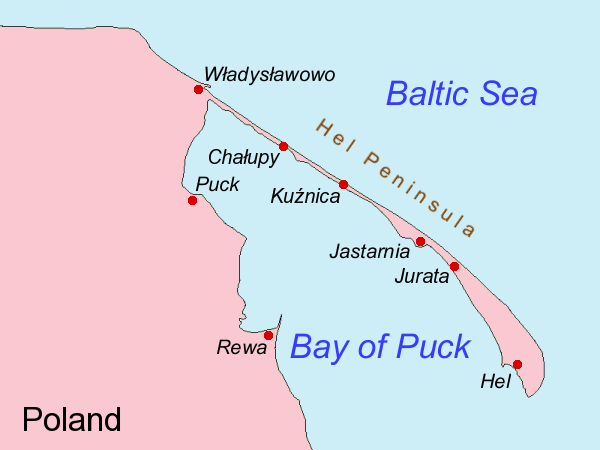
푸츠크만

푸츠크만(폴란드어: Zatoka Pucka)은 폴란드의 만으로, 발트해 남부에 있는 그단스크만의 얕은 서쪽 지류다. 헬반도에 의해 바다와 분리되어 있다.